# Saqueig de Torreblanca
El saqueig de Torreblanca fou un dels episodis de la lluita entre la Corona d'Aragó i els Abdalwadites a finals del segle xiv.

## El saqueig
El 1396 o 1397, Torreblanca fou saquejada per una flota de quetre galeres pirates barbarescos de Bugia, que van passar per les Balears i les Columbretes, que es van endur una custòdia amb l'Hòstia Consagrada i 108 presoners.

## Conseqüències
Martí l'Humà, després de rebutjar la invasió de Mateu I de Foix ordenà l'atac a Tedelis, noliejant una flota capitanejades per Joan Gascó i tropa comandada per Jaume de Pertusa. La flota s'aplegà Eivissa, reunint 70 naus i 7.500 croats, salpant a l'agost i saquejant Tedelis, on moriren 1000 vilatans. Després d'atacar les costes africanes, l'expedició es va dirigir a continuació a Avinyó per mirar d'alliberar Benet XIII del setge al que el tenia sotmès Geoffrey Boucicaut al seu palau després que un concili de l'Església de França el 1398 es manifestà contrari a Benet XIII i posà l'Església a França sota control del poder reial i el rei de França retirés l'obediència al Papa. La flota no pogué remuntar el Roine pel poc cabal que duia el riu, però aconseguí que es concedís una treva de tres mesos als assetjats.
El rei va negociar la recuperació de la custòdia a canvi d'alguns dels 300 presoners. L'any següent, el rei Martí l'Humà va ordenar repetir la campanya, aquest cop contra Bona (Bône).